# 滇西泽芹
滇西泽芹（学名：Sium frigidum）是伞形科泽芹属的植物。分布于中国大陆的云南等地，生长于海拔35,003米至3,500米的地区，见于高山湿润草地或林下，目前尚未由人工引种栽培。